# Lijst van voetbalinterlands Schotland - Wales
Deze lijst van voetbalinterlands is een overzicht van alle officiële voetbalwedstrijden tussen de nationale teams van Schotland en Wales. De landen hebben tot op heden 107 keer tegen elkaar gespeeld. De eerste wedstrijd, een vriendschappelijk duel, was op 25 maart 1876 in Glasgow. De laatste confrontatie, een kwalificatiewedstrijd voor het Wereldkampioenschap voetbal 2014, vond plaats op 22 maart 2013 in Glasgow.

## Wedstrijden
| №   | Plaats     | Datum             | Competitie                        | Wedstrijd         | Uitslag |
| --- | ---------- | ----------------- | --------------------------------- | ----------------- | ------- |
| 1   | Glasgow    | 25 maart 1876     | Vriendschappelijk                 | Schotland − Wales | 4 − 0   |
| 2   | Wrexham    | 5 maart 1877      | Vriendschappelijk                 | Wales − Schotland | 0 − 2   |
| 3   | Glasgow    | 23 maart 1878     | Vriendschappelijk                 | Schotland − Wales | 9 − 0   |
| 4   | Wrexham    | 7 april 1879      | Vriendschappelijk                 | Wales − Schotland | 0 − 3   |
| 5   | Glasgow    | 27 maart 1880     | Vriendschappelijk                 | Schotland − Wales | 5 − 1   |
| 6   | Wrexham    | 14 maart 1881     | Vriendschappelijk                 | Wales − Schotland | 1 − 5   |
| 7   | Glasgow    | 25 maart 1882     | Vriendschappelijk                 | Schotland − Wales | 5 − 0   |
| 8   | Wrexham    | 12 maart 1883     | Vriendschappelijk                 | Wales − Schotland | 0 − 3   |
| 9   | Glasgow    | 29 maart 1884     | British Home Championship 1884    | Schotland − Wales | 4 − 1   |
| 10  | Wrexham    | 23 maart 1885     | British Home Championship 1885    | Wales − Schotland | 1 − 8   |
| 11  | Glasgow    | 10 april 1886     | British Home Championship 1886    | Schotland − Wales | 4 − 1   |
| 12  | Wrexham    | 21 maart 1887     | British Home Championship 1887    | Wales − Schotland | 0 − 2   |
| 13  | Edinburgh  | 10 maart 1888     | British Home Championship 1888    | Schotland − Wales | 5 − 1   |
| 14  | Wrexham    | 15 april 1889     | British Home Championship 1889    | Wales − Schotland | 0 − 0   |
| 15  | Paisley    | 22 maart 1890     | British Home Championship 1890    | Schotland − Wales | 5 − 0   |
| 16  | Wrexham    | 21 maart 1891     | British Home Championship 1891    | Wales − Schotland | 3 − 4   |
| 17  | Edinburgh  | 26 maart 1892     | British Home Championship 1892    | Schotland − Wales | 6 − 1   |
| 18  | Wrexham    | 18 maart 1893     | British Home Championship 1893    | Wales − Schotland | 0 − 8   |
| 19  | Kilmarnock | 24 maart 1894     | British Home Championship 1894    | Schotland − Wales | 5 − 2   |
| 20  | Wrexham    | 23 maart 1895     | British Home Championship 1895    | Wales − Schotland | 2 − 2   |
| 21  | Dundee     | 21 maart 1896     | British Home Championship 1896    | Schotland − Wales | 4 − 0   |
| 22  | Wrexham    | 20 maart 1897     | British Home Championship 1897    | Wales − Schotland | 2 − 2   |
| 23  | Motherwell | 19 maart 1898     | British Home Championship 1898    | Schotland − Wales | 5 − 2   |
| 24  | Wrexham    | 18 maart 1899     | British Home Championship 1899    | Wales − Schotland | 0 − 6   |
| 25  | Aberdeen   | 3 februari 1900   | British Home Championship 1900    | Schotland − Wales | 5 − 2   |
| 26  | Wrexham    | 2 maart 1901      | British Home Championship 1901    | Wales − Schotland | 1 − 1   |
| 27  | Greenock   | 15 maart 1902     | British Home Championship 1902    | Schotland − Wales | 5 − 1   |
| 28  | Cardiff    | 9 maart 1903      | British Home Championship 1903    | Wales − Schotland | 0 − 1   |
| 29  | Dundee     | 12 maart 1904     | British Home Championship 1904    | Schotland − Wales | 1 − 1   |
| 30  | Wrexham    | 6 maart 1905      | British Home Championship 1905    | Wales − Schotland | 3 − 1   |
| 31  | Edinburgh  | 3 maart 1906      | British Home Championship 1906    | Schotland − Wales | 0 − 2   |
| 32  | Wrexham    | 4 maart 1907      | British Home Championship 1907    | Wales − Schotland | 1 − 0   |
| 33  | Dundee     | 7 maart 1908      | British Home Championship 1908    | Schotland − Wales | 2 − 1   |
| 34  | Wrexham    | 1 maart 1909      | British Home Championship 1909    | Wales − Schotland | 3 − 2   |
| 35  | Kilmarnock | 5 maart 1910      | British Home Championship 1910    | Schotland − Wales | 1 − 0   |
| 36  | Cardiff    | 6 maart 1911      | British Home Championship 1911    | Wales − Schotland | 2 − 2   |
| 37  | Edinburgh  | 2 maart 1912      | British Home Championship 1912    | Schotland − Wales | 1 − 0   |
| 38  | Wrexham    | 3 maart 1913      | British Home Championship 1913    | Wales − Schotland | 0 − 0   |
| 39  | Glasgow    | 28 februari 1914  | British Home Championship 1914    | Schotland − Wales | 0 − 0   |
| 40  | Cardiff    | 26 februari 1920  | British Home Championship 1919/20 | Wales − Schotland | 1 − 1   |
| 41  | Aberdeen   | 12 februari 1921  | British Home Championship 1920/21 | Schotland − Wales | 2 − 1   |
| 42  | Wrexham    | 4 februari 1922   | British Home Championship 1921/22 | Wales − Schotland | 2 − 1   |
| 43  | Glasgow    | 17 maart 1923     | British Home Championship 1922/23 | Schotland − Wales | 2 − 0   |
| 44  | Cardiff    | 16 februari 1924  | British Home Championship 1923/24 | Wales − Schotland | 2 − 0   |
| 45  | Edinburgh  | 16 februari 1925  | British Home Championship 1924/25 | Schotland − Wales | 3 − 1   |
| 46  | Cardiff    | 31 oktober 1925   | British Home Championship 1925/26 | Wales − Schotland | 0 − 3   |
| 47  | Glasgow    | 30 oktober 1926   | British Home Championship 1926/27 | Schotland − Wales | 3 − 0   |
| 48  | Wrexham    | 29 oktober 1927   | British Home Championship 1927/28 | Wales − Schotland | 2 − 2   |
| 49  | Glasgow    | 27 oktober 1928   | British Home Championship 1928/29 | Schotland − Wales | 4 − 2   |
| 50  | Cardiff    | 26 oktober 1929   | British Home Championship 1929/30 | Wales − Schotland | 2 − 4   |
| 51  | Glasgow    | 25 oktober 1930   | British Home Championship 1930/31 | Schotland − Wales | 1 − 1   |
| 52  | Wrexham    | 31 oktober 1931   | British Home Championship 1931/32 | Wales − Schotland | 2 − 3   |
| 53  | Edinburgh  | 26 oktober 1932   | British Home Championship 1932/33 | Schotland − Wales | 2 − 5   |
| 54  | Cardiff    | 4 oktober 1933    | British Home Championship 1933/34 | Wales − Schotland | 3 − 2   |
| 55  | Aberdeen   | 21 november 1934  | British Home Championship 1934/35 | Schotland − Wales | 3 − 2   |
| 56  | Cardiff    | 5 oktober 1935    | British Home Championship 1935/36 | Wales − Schotland | 1 − 1   |
| 57  | Dundee     | 2 december 1936   | British Home Championship 1936/37 | Schotland − Wales | 1 − 2   |
| 58  | Cardiff    | 30 oktober 1937   | British Home Championship 1937/38 | Wales − Schotland | 2 − 1   |
| 59  | Edinburgh  | 9 november 1938   | British Home Championship 1938/39 | Schotland − Wales | 3 − 2   |
| 60  | Wrexham    | 19 oktober 1946   | British Home Championship 1946/47 | Wales − Schotland | 3 − 1   |
| 61  | Glasgow    | 12 november 1947  | British Home Championship 1947/48 | Schotland − Wales | 1 − 2   |
| 62  | Cardiff    | 23 oktober 1948   | British Home Championship 1948/49 | Wales − Schotland | 1 − 3   |
| 63  | Glasgow    | 9 november 1949   | WK 1950 kwalificatie              | Schotland − Wales | 2 − 0   |
| 64  | Cardiff    | 21 oktober 1950   | British Home Championship 1950/51 | Wales − Schotland | 1 − 3   |
| 65  | Glasgow    | 14 november 1951  | British Home Championship 1951/52 | Schotland − Wales | 0 − 1   |
| 66  | Cardiff    | 18 oktober 1952   | British Home Championship 1952/53 | Wales − Schotland | 1 − 2   |
| 67  | Glasgow    | 4 november 1953   | WK 1954 kwalificatie              | Schotland − Wales | 3 − 3   |
| 68  | Cardiff    | 16 oktober 1954   | British Home Championship 1954/55 | Wales − Schotland | 0 − 1   |
| 69  | Glasgow    | 9 november 1955   | British Home Championship 1955/56 | Schotland − Wales | 2 − 0   |
| 70  | Cardiff    | 20 oktober 1956   | British Home Championship 1956/57 | Wales − Schotland | 2 − 2   |
| 71  | Glasgow    | 13 november 1957  | British Home Championship 1957/58 | Schotland − Wales | 1 − 1   |
| 72  | Cardiff    | 18 oktober 1958   | British Home Championship 1958/59 | Wales − Schotland | 0 − 3   |
| 73  | Glasgow    | 14 november 1959  | British Home Championship 1959/60 | Schotland − Wales | 1 − 1   |
| 74  | Cardiff    | 22 oktober 1960   | British Home Championship 1960/61 | Wales − Schotland | 2 − 0   |
| 75  | Glasgow    | 8 november 1961   | British Home Championship 1961/62 | Schotland − Wales | 2 − 0   |
| 76  | Cardiff    | 20 oktober 1962   | British Home Championship 1962/63 | Wales − Schotland | 2 − 3   |
| 77  | Glasgow    | 20 november 1963  | British Home Championship 1963/64 | Schotland − Wales | 2 − 1   |
| 78  | Cardiff    | 3 oktober 1964    | British Home Championship 1964/65 | Wales − Schotland | 3 − 2   |
| 79  | Glasgow    | 24 november 1965  | British Home Championship 1965/66 | Schotland − Wales | 4 − 1   |
| 80  | Cardiff    | 22 oktober 1966   | EK 1968 kwalificatie              | Wales − Schotland | 1 − 1   |
| 81  | Glasgow    | 22 november 1967  | EK 1968 kwalificatie              | Schotland − Wales | 3 − 2   |
| 82  | Wrexham    | 3 mei 1969        | British Home Championship 1969    | Wales − Schotland | 3 − 5   |
| 83  | Glasgow    | 22 april 1970     | British Home Championship 1970    | Schotland − Wales | 0 − 0   |
| 84  | Cardiff    | 15 mei 1971       | British Home Championship 1971    | Wales − Schotland | 0 − 0   |
| 85  | Glasgow    | 24 mei 1972       | British Home Championship 1972    | Schotland − Wales | 1 − 0   |
| 86  | Wrexham    | 12 mei 1973       | British Home Championship 1973    | Wales − Schotland | 0 − 2   |
| 87  | Glasgow    | 14 mei 1974       | British Home Championship 1974    | Schotland − Wales | 2 − 0   |
| 88  | Cardiff    | 17 mei 1975       | British Home Championship 1975    | Wales − Schotland | 2 − 2   |
| 89  | Glasgow    | 6 mei 1976        | British Home Championship 1976    | Schotland − Wales | 3 − 1   |
| 90  | Glasgow    | 17 november 1976  | WK 1978 kwalificatie              | Schotland − Wales | 1 − 0   |
| 91  | Wrexham    | 28 mei 1977       | British Home Championship 1977    | Wales − Schotland | 0 − 0   |
| 92  | Liverpool  | 12 oktober 1977   | WK 1978 kwalificatie              | Wales − Schotland | 0 − 2   |
| 93  | Glasgow    | 17 mei 1978       | British Home Championship 1978    | Schotland − Wales | 1 − 1   |
| 94  | Cardiff    | 19 mei 1979       | British Home Championship 1979    | Wales − Schotland | 3 − 0   |
| 95  | Glasgow    | 21 mei 1980       | British Home Championship 1980    | Schotland − Wales | 1 − 0   |
| 96  | Swansea    | 16 mei 1981       | British Home Championship 1981    | Wales − Schotland | 2 − 0   |
| 97  | Glasgow    | 24 mei 1982       | British Home Championship 1982    | Schotland − Wales | 1 − 0   |
| 98  | Cardiff    | 28 mei 1983       | British Home Championship 1983    | Wales − Schotland | 0 − 2   |
| 99  | Glasgow    | 28 februari 1984  | British Home Championship 1983/84 | Schotland − Wales | 2 − 1   |
| 100 | Glasgow    | 27 maart 1985     | WK 1986 kwalificatie              | Schotland − Wales | 0 − 1   |
| 101 | Cardiff    | 10 september 1985 | WK 1986 kwalificatie              | Wales − Schotland | 1 − 1   |
| 102 | Kilmarnock | 27 mei 1997       | Vriendschappelijk                 | Schotland − Wales | 0 − 1   |
| 103 | Cardiff    | 18 februari 2004  | Vriendschappelijk                 | Wales − Schotland | 4 − 0   |
| 104 | Cardiff    | 14 november 2009  | Vriendschappelijk                 | Wales − Schotland | 3 − 0   |
| 105 | Dublin     | 25 mei 2011       | Vriendschappelijk                 | Schotland − Wales | 3 − 1   |
| 106 | Cardiff    | 12 oktober 2012   | WK 2014 kwalificatie              | Wales − Schotland | 2 − 1   |
| 107 | Glasgow    | 22 maart 2013     | WK 2014 kwalificatie              | Schotland − Wales | 1 − 2   |

## Samenvatting
| Competitie                | Totaal gespeeld | Winst Schotland | Gelijk | Winst Wales | Doelsaldo Schotland – Wales |
| ------------------------- | --------------- | --------------- | ------ | ----------- | --------------------------- |
| WK-kwalificatie           | 8               | 3               | 2      | 3           | 11 − 9                      |
| EK-kwalificatie           | 2               | 1               | 1      | 0           | 4 − 3                       |
| British Home Championship | 85              | 48              | 20     | 17          | 189− 101                    |
| Vriendschappelijk         | 12              | 9               | 0      | 3           | 39− 11                      |
| Totaal                    | 107             | 61              | 23     | 23          | 243 − 124                   |

## Details

### 103de ontmoeting
| Vriendschappelijk (Cardiff, Wales, 18 februari 2004):                             |       |           |
| Wales                                                                             | 4 – 0 | Schotland |
| Robert Earnshaw 1' Robert Earnshaw 35' Robert Earnshaw 58' Gareth Taylor 78'      | goals |           |
| - Debuut van Paul Parry (Cardiff City) en Carl Fletcher (Bournemouth) voor Wales. |       |           |

SFA · A-internationals · Selecties · Bondscoaches · Statistieken · Schots vrouwenelftal · Brits olympisch elftal · Schotland U21 · Schotland U20 · Schotland U19 · Schotland U18 · Schotland U17 · Schotland U16 · Vrouwen U17
1872 – 1899 ·
1900 – 1919 ·
1920 – 1929 ·
1930 – 1939 ·
1940 – 1949 ·
1950 – 1959 ·
1960 – 1969 ·
1970 – 1979 ·
1980 – 1989 ·
1990 – 1999 ·
2000 – 2009 ·
2010 – 2019 ·
2020 − 2029
EK's: 1992 ·
1996 ·
2020 ·
2024
WK's: 1954 ·
1958 ·
1974 ·
1978 ·
1982 ·
1986 ·
1990 ·
1998
1872 ·
1873 ·
1874 ·
1875 ·
1876 ·
1877 ·
1878 ·
1878 ·
1879 ·
1880 ·
1881 ·
1882 ·
1883 ·
1884 ·
1885 ·
1886 ·
1887 ·
1888 ·
1889 ·
1890 ·
1891 ·
1892 ·
1893 ·
1894 ·
1895 ·
1896 ·
1897 ·
1898 ·
1899 ·
1900 ·
1901 ·
1902 ·
1903 ·
1904 ·
1905 ·
1906 ·
1907 ·
1908 ·
1909 ·
1910 ·
1911 ·
1912 ·
1913 ·
1914 ·
1915–1919 ·
1920 ·
1921 ·
1922 ·
1923 ·
1924 ·
1925 ·
1926 ·
1927 ·
1928 ·
1929 ·
1930 ·
1931 ·
1932 ·
1933 ·
1934 ·
1935 ·
1936 ·
1937 ·
1938 ·
1939 ·
1940–1945 ·
1946 ·
1947 ·
1948 ·
1949 ·
1950 ·
1951 ·
1952 ·
1953 ·
1954 ·
1955 ·
1956 ·
1957 ·
1958 ·
1959 ·
1960 ·
1960 ·
1961 ·
1962 ·
1963 ·
1964 ·
1965 ·
1966 ·
1967 ·
1968 ·
1969 ·
1970 ·
1971 ·
1972 ·
1973 ·
1974 ·
1975 ·
1976 ·
1977 ·
1978 ·
1979 ·
1980 ·
1981 ·
1982 ·
1983 ·
1984 ·
1985 ·
1986 ·
1987 ·
1988 ·
1989 ·
1990 ·
1991 ·
1992 ·
1993 ·
1994 ·
1995 ·
1996 ·
1997 ·
1998 ·
1999 ·
2000 ·
2001 ·
2002 ·
2003 ·
2004 ·
2005 ·
2006 ·
2007 ·
2008 ·
2009 ·
2010 ·
2011 ·
2012 ·
2013 ·
2014 · 
2015 · 
2016 · 
2017 ·
2018 ·
2019 ·
2020 ·
2021 ·
2022
Albanië ·
Argentinië · 
Armenië ·
Australië ·
België ·
Bosnië en Herzegovina ·
Brazilië ·
Bulgarije ·
Canada ·
Chili ·
Colombia ·
Congo-Kinshasa ·
Costa Rica ·
Cyprus ·
DDR ·
Denemarken ·
Duitsland ·
Ecuador ·
Egypte ·
Engeland ·
Estland ·
Faeröer ·
Finland ·
Frankrijk ·
Georgië ·
Gibraltar · 
GOS ·
Griekenland ·
Hongarije ·
Ierland ·
IJsland ·
Iran ·
Israël ·
Italië ·
Japan ·
Joegoslavië ·
Kazachstan ·
Kroatië ·
Letland ·
Liechtenstein ·
Litouwen ·
Luxemburg ·
Malta ·
Marokko ·
Mexico ·
Moldavië ·
Nederland ·
Nieuw-Zeeland ·
Nigeria · 
Noord-Ierland ·
Noord-Macedonië ·
Noorwegen ·
Oekraïne ·
Oostenrijk ·
Paraguay ·
Peru ·
Polen ·
Portugal ·
Qatar ·
Roemenië ·
Rusland ·
San Marino ·
Saoedi-Arabië ·
Servië ·
Slovenië ·
Slowakije · 
Sovjet-Unie ·
Spanje ·
Trinidad en Tobago · 
Tsjechië ·
Tsjecho-Slowakije ·
Turkije · 
Uruguay ·
Verenigde Staten ·
Wales ·
Wit-Rusland ·
Zuid-Afrika ·
Zuid-Korea ·
Zweden ·
Zwitserland
Engeland (2021) · 
Kroatië (2021) · 
Nieuw-Zeeland (1982) · 
Tsjechië (2021)
FAW · A-internationals · Bondscoaches · Statistieken · Welsh vrouwenelftal · Brits olympisch elftal · Wales U21 · Wales U20 · Wales U19 · Wales U18 · Wales U17 · Wales U16
1876 – 1899 ·
1900 – 1919 ·
1920 – 1929 ·
1930 – 1939 ·
1940 – 1949 ·
1950 – 1959 ·
1960 – 1969 ·
1970 – 1979 ·
1980 – 1989 ·
1990 – 1999 ·
2000 – 2009 ·
2010 – 2019 ·
2020 − 2029
EK 2016 · 
EK 2020
WK 1958
1876 · 
1877 · 
1878 · 
1879 · 
1880 · 
1881 · 
1882 · 
1883 · 
1884 · 
1885 · 
1886 · 
1887 · 
1888 · 
1889 · 
1890 · 
1891 · 
1892 · 
1893 · 
1894 · 
1895 · 
1896 · 
1897 · 
1898 · 
1899 · 
1900 · 
1901 · 
1902 · 
1903 · 
1904 · 
1905 · 
1906 · 
1907 · 
1908 · 
1909 · 
1910 · 
1911 · 
1912 · 
1913 · 
1914 · 
1915 · 1916 · 1917 · 1918 · 1919 · 
1920 · 
1921 · 
1922 · 
1923 · 
1924 · 
1925 · 
1926 · 
1927 · 
1928 · 
1929 · 
1930 · 
1931 · 
1932 · 
1933 · 
1934 · 
1935 · 
1936 · 
1937 · 
1938 · 
1939 · 
1940 · 1941 · 1942 · 1943 · 1944 · 1945 · 
1946 · 
1947 · 
1948 · 
1949 · 
1950 · 
1952 · 
1952 · 
1953 · 
1954 · 
1955 · 
1956 · 
1957 · 
1958 · 
1959 · 
1960 · 
1961 · 
1962 · 
1963 · 
1964 · 
1965 · 
1966 · 
1967 · 
1968 · 
1969 · 
1970 · 
1971 · 
1972 · 
1973 · 
1974 · 
1975 · 
1976 · 
1977 · 
1978 · 
1979 · 
1980 · 
1981 · 
1982 · 
1983 · 
1984 · 
1985 · 
1986 · 
1987 · 
1988 · 
1989 · 
1990 · 
1991 · 
1992 · 
1993 · 
1994 · 
1995 · 
1996 · 
1997 · 
1998 · 
1999 · 
2000 · 
2001 · 
2002 · 
2003 · 
2004 · 
2005 · 
2006 · 
2007 · 
2008 · 
2009 · 
2010 · 
2011 · 
2012 · 
2013 · 
2014 · 
2015 · 
2016 · 
2017 ·
2018 ·
2019 ·
2020 ·
2021 ·
2022 ·
2023
Albanië ·
Andorra ·
Argentinië ·
Armenië ·
Australië ·
Azerbeidzjan ·
België ·
Bosnië en Herzegovina ·
Brazilië ·
Bulgarije ·
Canada ·
Chili ·
China ·
Costa Rica ·
Cyprus ·
DDR ·
Denemarken ·
Duitsland ·
Engeland ·
Estland ·
Faeröer ·
Finland ·
Frankrijk ·
Georgië ·
Gibraltar ·
Griekenland ·
Hongarije ·
Ierland ·
IJsland ·
Iran ·
Israël ·
Italië ·
Jamaica ·
Japan ·
Joegoslavië ·
Kazachstan ·
Koeweit ·
Kroatië ·
Letland ·
Liechtenstein ·
Luxemburg ·
Malta ·
Mexico ·
Moldavië ·
Montenegro ·
Nederland ·
Nieuw-Zeeland ·
Noord-Ierland ·
Noord-Macedonië ·
Noorwegen ·
Oekraïne ·
Oostenrijk ·
Panama ·
Paraguay ·
Polen ·
Portugal · 
Qatar ·
Roemenië ·
Rusland ·
San Marino ·
Saoedi-Arabië ·
Schotland ·
Servië ·
Servië en Montenegro ·
Slovenië ·
Slowakije ·
Sovjet-Unie ·
Spanje ·
Trinidad & Tobago ·
Tsjechië ·
Tsjecho-Slowakije ·
Tunesië ·
Turkije ·
Uruguay ·
Verenigde Staten ·
Wit-Rusland ·
Zuid-Korea ·
Zweden ·
Zwitserland
Engeland (2016) · 
Denemarken (2021) · 
Italië (2021) · 
Rusland (2016) ·
Slowakije (2016) · 
Turkije (2021) · 
Zwitserland (2021)